# Entodesmium rude
Entodesmium rude är en svampart som beskrevs av Riess 1854. Entodesmium rude ingår i släktet Entodesmium och familjen Lophiostomataceae.   Inga underarter finns listade i Catalogue of Life.